# Де Руа (лунный кратер)
Кратер Де Руа (лат. De Roy) — крупный ударный кратер в южном полушарии обратной стороны Луны. Название присвоено в честь бельгийского астронома Феликса Де Руа (1883—1942) и утверждено Международным астрономическим союзом в 1970 г. 

## Описание кратера

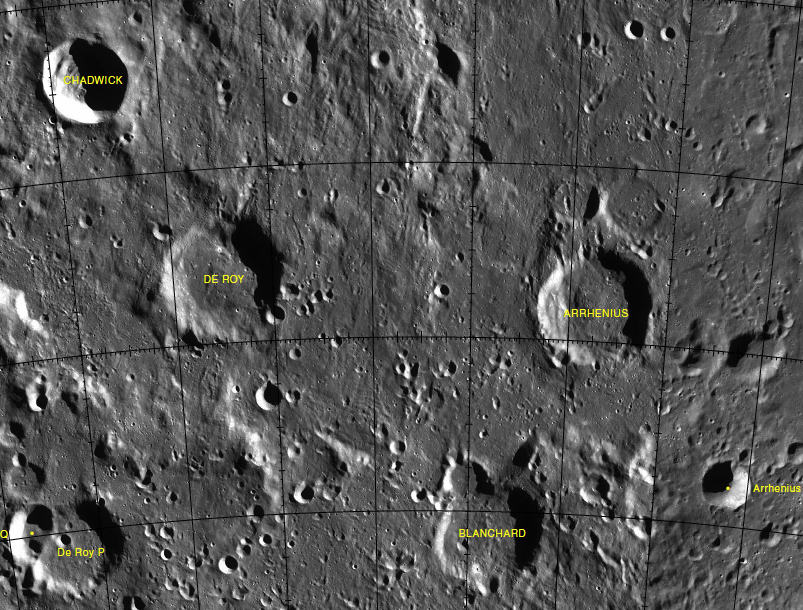
Окрестности кратера Де Руа. Фрагмент карты LAC-135.

Ближайшими соседями кратера являются кратер Липпман на западе; кратер Чедвик на северо-западе; кратер Андерссон на севере-северо-востоке; кратер Аррениус на востоке; кратер Бланшар на юго-востоке и кратер Пецваль на юго-западе. Селенографические координаты центра кратера 55°14′ ю. ш. 98°59′ з. д. / 55,24° ю. ш. 98,99° з. д., диаметр 43,5 км, глубина 2,2 км.
Кратер имеет близкую к циркулярной форму, значительно разрушен. Вал кратера скруглен, в северной части рассечен двумя широкими расщелинами, в юго-восточной части перекрыт двумя маленькими кратерами, в юго-западной части к валу прилегает небольшой кратер. высота вала над окружающей местностью достигает 1060 м, объем кратера составляет приблизительно 1400 км³. Дно чаши кратера ровное, без приметных структур, отмечено несколькими мелкими кратерами. 

## Сателлитные кратеры
| Де Руа | Координаты                                              | Диаметр, км |
| ------ | ------------------------------------------------------- | ----------- |
| N      | 59°35′ ю. ш. 102°53′ з. д. / 59,59° ю. ш. 102,89° з. д. | 25,0        |
| P      | 58°12′ ю. ш. 102°33′ з. д. / 58,2° ю. ш. 102,55° з. д.  | 35,6        |
| Q      | 57°55′ ю. ш. 103°31′ з. д. / 57,92° ю. ш. 103,52° з. д. | 21,7        |

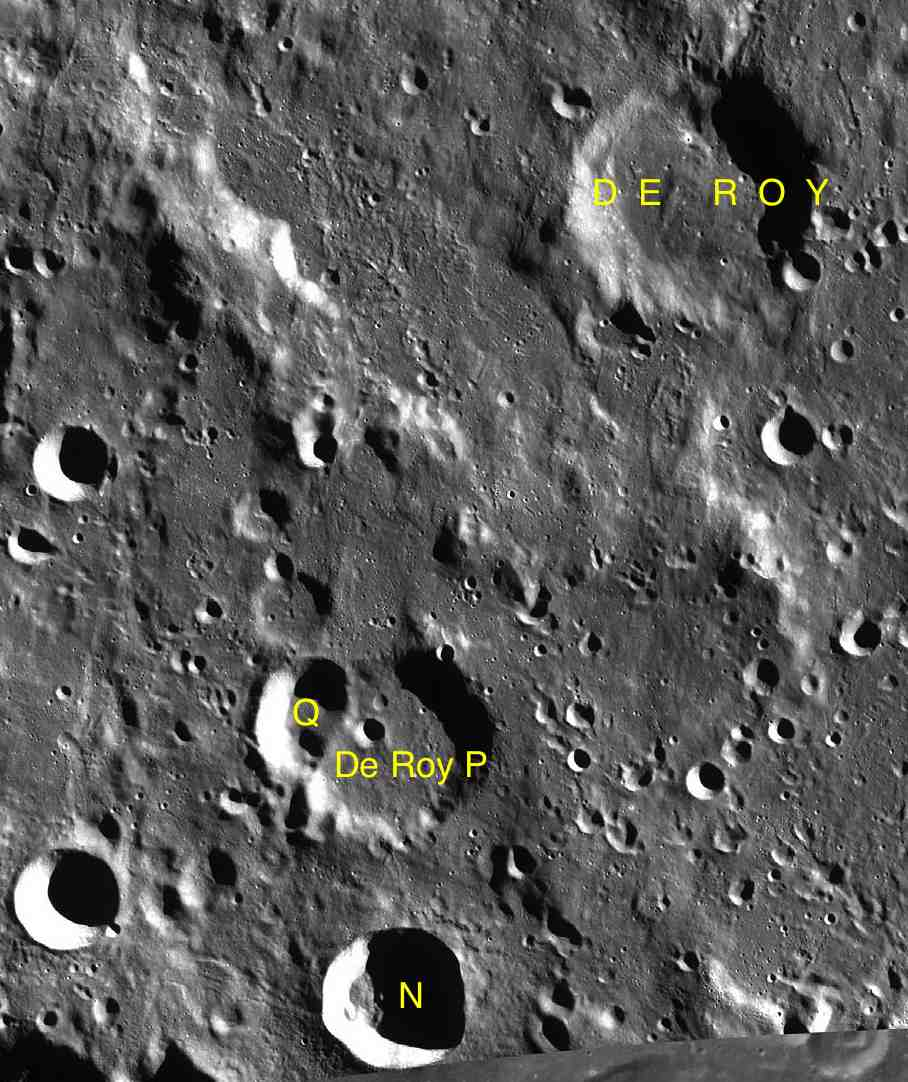
Фрагмент карты LAC-135.

- Сателлитный кратер Де Руа X в 1985 переименован в кратер Чедвик.